# Janusz Krasoń
Janusz Mirosław Krasoń (ur. 15 września 1956 w Jaworze) – polski polityk, poseł na Sejm IV, V i VI kadencji.

## Życiorys
W 1979 ukończył studia na Wydziale Nauk Przyrodniczych Uniwersytetu Wrocławskiego. Do 1990 był członkiem Polskiej Zjednoczonej Partii Robotniczej, od 1998 Socjaldemokracji Rzeczypospolitej Polskiej, a w 1999 przystąpił do Sojuszu Lewicy Demokratycznej. Sprawował funkcję przewodniczącego rady dolnośląskiej SLD w latach 2002–2011.
Od 1975 do 1982 był członkiem Socjalistycznego Związku Studentów Polskich, którym kierował na szczeblu okręgowym, zasiadając także we władzach krajowych. Od 1982 był działaczem Związku Socjalistycznej Młodzieży Polskiej. Należy do Stowarzyszenia Ordynacka.
W latach 1983–1990 pracował jako wicedyrektor wydziału młodzieży, kultury fizycznej i turystyki Urzędu Wojewódzkiego we Wrocławiu. W 1990 objął stanowisko dyrektora Ośrodka Szkolenia PIP we Wrocławiu. W latach 1998–2001 pełnił funkcję radnego rady miasta we Wrocławiu. Od 1997 do 2001 zasiadał w radzie nadzorczej Radia Wrocław S.A. W 2001 i 2005 uzyskiwał mandat poselski z ramienia SLD. W wyborach parlamentarnych w 2007 po raz trzeci został posłem, kandydując z listy koalicji Lewica i Demokraci w okręgu wrocławskim otrzymał 21 490 głosów. W kwietniu 2008 wszedł w skład Klubu Poselskiego Lewica (od września 2010 funkcjonującego jako KP SLD). W 2011 nie uzyskał reelekcji. W 2014 bez powodzenia kandydował do sejmiku dolnośląskiego.
W 1999 otrzymał Srebrny Krzyż Zasługi.